# Exploitatiehofje
Een exploitatiehofje was een type hofje in Nederland dat werd beheerd door een exploitant, met een commercieel doel. Het is hiermee het tegenovergestelde van een liefdadigheidshofje. 

## Achtergrond
De vraag naar exploitatiehofjes werd gevoed door de groei van het aantal arme arbeiders in sommige steden in de tweede helft van de negentiende eeuw. De hofjes werden gebouwd achter de bestaande huizenrijen, waar de grond goedkoper was en geen vergunning nodig was. Ze bestonden vaak uit rijen eenvormige kleine woningen aan een smal pad. De kwaliteit van de huisjes liet vaak te wensen over en vaak moesten de bewoners gebruik maken van een gezamenlijk privaat. Ook planologisch vormde de aanleg van deze hofjes een probleem. De overheid probeerde met het instellen van bouwverordeningen de grootste uitwassen tegen te gaan en greep te krijgen op deze ontwikkelingen of zelfs de aanleg ervan geheel te verbieden. Veel van deze hofjes zijn in de 20e eeuw door grote saneringsoperaties verdwenen.
Ook een beluik zoals bijvoorbeeld in Gent veel gevonden wordt kan als een exploitatiehofje opgevat worden. Doordat in België de 19e-eeuwse industrialisatie en de daarmee gepaard gaande vraag naar goedkope arbeiderswoningen veelal eerder plaatsvond, zijn ze veelal ouder dan de Nederlandse exploitatiehofjes. In Groningen en Amsterdam werden complexen met goedkope arbeiderswoningen gelegen achter de straat bebouwing gewoonlijk gangen genoemd naar de kenmerkende smalle toegang. Vergelijkbaar is de naam poort die incidenteel wel werd gebruikt voor dergelijke hofjes. De benaming sloppen wordt ook wel eens gebruikt. Al deze namen benadrukken een enkel aspect van het fenomeen:
- Exploitatiehofje of liefdadigheidshofje: naar de intentie van de stichter.
- Beluik: van beloken of te wel besloten.
- Hofje: tuin of besloten binnenplaats.
- Poort: naar de smalle toegang.
- Gang: naar het smalle pad dat als toegang dient of het smalle pad waarlangs de huisjes liggen.
- Slop: om het armoedige karakter aan te duiden.